# Saybow&theR+X+S
Saybow & the R+X+S（セーボー＆ザ リミックス）は、日本のハードロックバンド。横浜、東京をベースに活動中。

## メンバー
田中聖一/Saybow（1955年4月20日 -)
ボーカル、パーカッション -TENSAW 解散後にジョージ 平沢、鈴木享明（ともにギター）、田沢ミキオ（パーカッション）、MA*TO（キーボード）らとPoison Popを結成、アルバム一枚をリリースしている。
菊池琢己(1960年12月16日-)
ギター - 1980年「ロミオ」のギタリストとしてデビュー、バンド名をウェルカムに変更しビクターオリジナルソングコンテストでグランプリ受賞。
ビクター音楽産業より「Bluesy」「Hey!Hey!Angel」の2枚のアルバム発表。
Satmin'/サトミ（1965年XX月0X日 - ）
ベース - 元横浜市石川町に存在したライブハウス”ジーン・ジニー"の店長勤務だったこともある。
原田ジュン（1955年6月09日 - ）
ドラムス - 元カルメンマキ&5X,本城未沙子,浜田麻里。

## ディスコグラフィー

### アルバム
(Saybowのソロ名義でレコーディングメンバーはSaybow&theR+X+S）
- REFRESH(1990/3/5)日本クラウン
- BEST OF MY FRIENDS(1990/9/10)日本クラウン

### シングル
- 省りみるのも必要だね(1990/8/21)日本クラウン